# جاده ۸۴ (ایران)
جاده ۸۴، یا بزرگراه زاهدان، بم ، کرمان در جنوب شرقی ایران است. این جاده در ترابری این بخش از ایران بسیار مهم تلقی می‌شود. از طریق این جاده، پاکستان به کرمان، و کرمان از طریق جاده ۷۱ به تهران می‌پیوندد.
این جاده از گمرک مرز میرجاوه (مرز ایران و پاکستان) در شرقی‌ترین قسمت خاک ایران در استان سیستان و بلوچستان شروع و به شهر انار در غرب استان کرمان منتهی و به جاده ۷۱ (جاده تهران-بندرعباس) می‌پیوندد.

## بزرگ‌راه هفت‌باغ
بخشی از جاده ۸۴ که حد فاصل شهرهای کرمان و ماهان را تشکیل می‌دهد به نام بزرگراه هفت‌باغ نام‌گذاری شده‌است.
این بزرگ‌راه در سال ۱۳۶۹ مسیریابی شد و عملیات اجرایی آن در مسیری به عرض ۴۲۲ متر و طول ۲۷ کیلومتر شامل باندهای تندرو، کندرو، دوچرخه‌رو، کالسکه‌رو، پیاده‌رو و هفت باند سبز و میدان پایه‌ریزی شده و در سال ۱۳۷۴ با تشکیل شرکت عمران علوی ماهان کرمان به اجرا درآمد.
این مسیر به علت وجود باغ شاهزاده، آرامگاه شاه نعمت‌الله‌ولی در آن به عنوان یک مسیر گردشگری و فرهنگی در نظر گرفته شده‌است.